# Смитфилд (Илиноис)
Смитфилд (енгл. Smithfield) град је у америчкој савезној држави Илиноис.

## Демографија
По попису из 2010. године број становника је 230, што је 16 (7,5%) становника више него 2000. године.
| Група             | 2000.       | 2010.       |
| Белци             | 213 (99,5%) | 223 (97,0%) |
| Афроамериканци    | 0 (0,0%)    | 0 (0,0%)    |
| Азијати           | 0 (0,0%)    | 0 (0,0%)    |
| Хиспаноамериканци | 0 (0,0%)    | 6 (2,6%)    |
| Укупно            | 214         | 230         |